# Santa María de la Joya
Santa María de la Joya är en ort i Mexiko.   Den ligger i kommunen Poncitlán och delstaten Jalisco, i den centrala delen av landet, 400 km väster om huvudstaden Mexico City. Santa María de la Joya ligger 1 540 meter över havet och antalet invånare är 121.
Terrängen runt Santa María de la Joya är kuperad åt nordväst, men åt sydost är den platt. Terrängen runt Santa María de la Joya sluttar söderut.  Trakten runt Santa María de la Joya är nära nog obefolkad, med mindre än två invånare per kvadratkilometer. Närmaste större samhälle är Ocotlán, 11,4 km nordost om Santa María de la Joya. 